# 16242 Licato
16242 Licato è un asteroide della fascia principale. Scoperto nel 2000, presenta un'orbita caratterizzata da un semiasse maggiore pari a 2,440246 UA e da un'eccentricità di 0,127642, inclinata di 11,315810° rispetto all'eclittica. Ha un diametro di 9,240 km. Ha un periodo di rotazione di 9,05 ore.